# أشرف زعزع
أشرف يوسف عبد الحليم زعزع دبلوماسي مصري وسفير مصر السابق لدى كل من روسيا، فرنسا، المغرب، و تشيلي.

## عمله الدبلوماسي
شغل أشرف زعزع العديد من المناصب السياسية منها مساعد وزير خارجية مصر الأسبق، ومنصب الأمين العام الأسبق للصندوق المصرى للتعاون الفنى مع دول الكومنولث. كان له دور مشهود وراء تعزيز العلاقات المصرية المغربية في العديد من الجوانب مثل التبادلات التجارية وأعمال اللجنة العليا المشتركة بين البلدين واتفاقية التبادل الحر والمطالبة بإلغاء تأشيرة الدخول بين مصر والمغرب. وحث رجال الأعمال المصريين على تصدير المنتجات المصرية إلى دول آسيا الوسطى ودول الكومنولث من أجل تعزيز القدرات التصديرية للاقتصاد المصرى.

## آراؤه
كان له موقف واضح تجاه الاحتلال الإسرائيلي للأراضي الفلسطينية وضرورة توحد الامة العربية لإنهاء الاحتلال الإسرائيلي واستئناف مسيرة السلام وتطبيق قرارات الشرعية الدولية ضد إسرائيل.